# 127P/Holt-Olmstead
La comète Holt-Olmstead, officiellement 127P/Holt-Olmstead, est une comète périodique du système solaire, découverte le 14 septembre 1990 par Henry E. Holt et C. Michelle Olmstead à l'observatoire Palomar en Californie.